# إم (فلم 1931)
إم (بالألمانية: M - Eine Stadt sucht einen Mörde) (إم - مدينة تبحث عن قاتل) هو فيلم دراما وإثارة ألماني أنتج سنة 1931 بإخراج فريتز لانغ وبطولة بيتر لور، كتبه لانج وزوجته ثيا فون هاربو وهو أول فيلم بالصوت والصورة للانغ.
اعتبر الفيلم بعد ذلك عملا كلاسيكيا، وحتى لانغ نفسه يعتبره أفضل أفلامه.

## القصة
يبدأ الفيلم بتصوير مجموعة من الأطفال يلعبون لعبة إقصاء في فناء عمارة في برلين ، ويتغنون بترنيمة عن قاتل للأطفال، حيث تصرخ فيهم امرأة كانت تصعد السلالم حاملا ملابس للغسيل لإمرأة أخرى (إيلين فيدمان)، التي كانت تعد مائدة الغداء وفي انتظار ابنتها لتعود من المدرسة.بعد انتشار الملصقات التي تحذر من سفاح يترصد الأطفال، يظهر الآباء على أبواب مدرسة ينتظرون أبنائهم خوفا من السفاح، تخرج إلزي بيكمان من المدرسة مودعة صديقاتها لتعبر الطريق إلى الجهة الأخرى وهي تلعب بكرة صغيرة، عندما يقترب منها رجل يدعى هانز بيكرت (بيتر لور) مادحا كرتها، بعد ذلك أخذها إلى بائع بالونات أعمى ليتشري لها واحدا، ثم أخذها وهو يصفر. بقيت أم إلزي تنتظر، حتى ظهرت كرة إلزي تتدحرج في الحشيش وبالونها الذي اشتراه لها هانز معلقا في خطوط الهاتف، ولم تعد الفتاة إلى المنزل.
بعد موت إلزي، قام هانز بإرسال رسالة غاضبة حول جرائمه إلى الصحافة، يخبرهم فيها عن عدم نشر الشرطة لرسائله وأنه لم ينته من أعماله بعد، وهذا ماأعطى للشرطة أدلة جديدة، وذلك باستعمال تقنيات رفع بصمة الأصبع وعلم الجرافولوجي.ظهر سخط العامة في عدم الثقة ببعظهم الآخر وأن القاتل قد يكون أحد منهم.
تقوم الشرطة بالتحقيق على مدار الساعة بدون أي خيط متين يقودهم إلى القاتل، ويقوم المفتش كارل لومان (أوتو فيرنيكه) بالبحث والتحقيق في ملفات المجانين الذين خرجوا في الفترة الأخيرة عن أي جرائم ضد الأطفال في سجلهم الإجرامي، وأيضا يقومون بعدة تفتيشات في المدينة لمسائلة المجريمين المعروفين في المدينة.
قامت أعمال الشرطة هذه بتأثير سلبي على المنظمات الإجرامية، ماجعل Der Schränker (لص الخزائن) الذي مثل دوره غوستاف غروندغانز يقوم بعقد اجتماع لقادة العصابات في المدينة ويخلصوا إلى أن يقوموا بأنفسهم بالبحث عن قاتل الأطفال، وذلك بالاستعانة بمنظمات المتسولين الذين يوزعونهم على أحياء المدينة ليراقبوا الأطفال درءا لأي شبه أو شكوك تحوم حول عملية البحث.
يبصر بيكرت فتاة صغيرة انعكست صورتها على مرآة محل، فيرغب في تتبعها، لكنه صدم بملاقاتها لأمها، ليذهب غضبا إلى مقهى وهناك يقوم بالتصفير بشكل هائج ويشرب كأسين من الكونياك بشكل سريع، وهناك صدفة يبصر فتاة صغيرة أخرى، حيث استطاع أن يستميلها وجعلها ترافقه، وعندما مر بالقرب من بائع البالونات الأعمى وهو يصفر، تعرف البائع على صفيره، ثم نادى صديقه كان يتعاون مع المتسوليين، ليأمره بتتبع القاتل، حين استعصى على الفتى تتبعه بشكل جيد، قام برسم بالطبشور على يده حرف M إشارة إلى كلمة Mörder بالألمانية وتعني (قاتل) ثم لطخه على معطف القاتل. لم يلبث بيكرت كثيرا حتى اكتشف أمر الحرف الموجود على ظهره وأنه مراقب، ماجعله يهرب إلى أحد المباني المكتبية ويختبئ هناك.انتظر رجال العصابة حتى الساعة الحادية عشر ليلا، ثم قاموا باقتحام المبنى الذي يختبأ فيه القاتل، وأسروا الحراس الليليين.بعد بحث طويل، سمع أحد رجال العصابة صوت دقات في غرف المخازن حين كان يقوم بعمل الدورية الذي كان يقوم به الحراس لكي لاينطلق جرس الإنذار، ركض مسرعا إلى لص الخزائن (Der Schränker) ليخبره بذلك، حيث اجتمع رجال العصابة عند الباب وقاموا بفتحه بعد أن اختبأ بيكرت عندما علم بقدومهم، في ذلك الحين استغفل الحارس الليلي رجال العصابة وأطلق جرس الإنذار، ماأعطى رجال العصابة مدة خمس دقائق لكي يلقو القبض على القاتل. بعد أن قبض رجال العصابة على بيكرت قبل أن ينفذ منهم الوقت بقليل قاموا بإخلاء المبنى، وهم يهتفون «لقد قبضنا عليه».بقي أحد رجال العصابة عالقا في حفرة، وتم القبض عليه من طرف رجال الشرطة، حيث قاموا باستجوابه وعرفوا منه أنهم كانوا يبحثون عن القاتل.
اقتيد بيكرت إلى أحد المباني القديمة، ليقوموا بعقد محاكمة شعبية له، حيث فوجئ بيكرت بوجود كم غفير من الناس ينتظرونه هناك، وقاموا بتعيين محامي دفاع له، لكنه فشل في استمالتهم للعفوا عن، وقام بيكرت يرجوهم لكي يسلموه للشرطة لكنهم رفضوا لأنه لن يحاسب حساب يليق به، وقد يتم العفو عنه، وعندما هموا بقتله، داهمت الشرطة المكان.
قبيل أن ينته الفيلم، تم عرض جلسة محكمة، عندما جاء القضاء لينطقوا بالحكم، لكن المشهد قطع ليعرض ثلاث أمهات منهم أم إيلزي تقول «هذا لن يعيد لنا أبنائنا إلينا» وأردفت تقول «على أحدهم أن يعتني بأبنائنا» بعد ذلك صارت الشاشة سوداء وصوت أم إيلزي يقول «كلكم».

## الممثلون
بيتر لور: في دور هانز بيكرت. فيلم إم كان أول دور رئيسي أداه لور وعزز مسيرته المهنية، بالرغم من أنه مثل دور الشرير المأساوي في عدة أفلام بعدها، مثل فيلم الحب المجنون (Mad Love) والفيلم المقتبس من رواية الجريمة والعقاب لدوستويوفسكي. قبل فيلم إم كان لور في غالب أدواره ممثلا كوميديا. بعد فراره من النازيين قام بأداء دور رئيسي في فيلم الرجل الذي عرف كثيرا (The Man Who Knew Too Much) سنة 1934 للمخرج ألفريد هتشكوك.
أوتو فيرنيكه: مثل دور المحقق كارل لومان، حقق فيرنيكه نجوميته مع الفيلم إم بعد أن مثل أدوارا ثانوية عدة في أفلام صامتة لأكثر من عقد، بعد دوره في إم، صار مطلوبا بعد النجاح الذي حققه الفيلم، بالإضافة إلى عودته إلى دور كارل لومان في فيلم وصية الدكتور مابوز (The Testament of Doctor Mabuse)، ولعب دورا مساعدا لبقية حياته المهنية.
غوستاف غروندغانز: لعب دور لص الخزائن (Der Schränker).لقي غروندغانز ترحابا كبيرا لدوره في الفيلم، مما عزز حياته المهنية وجعل له مكانة مرموقة في الفترة النازية، أبرزها إخراجه لـ (Staatliches Schauspielhaus).

### ممثلون آخرون
إيلين فيدمان لعبت دور السيدة بيكمان

إينه لانتغوت في دور إيلزي بيكمان

ثيودور لوس في دور المحقق غروبر

فريدريك غناس لعب دور فرانتز، اللص.

فريتز أوديمار لعب دور الغشاش

بول كيمب لعب دور النشال

## الإنتاج
يفترض أن الفيلم مقتبس من قصة حقيقية للقاتل المتسلسل بيتر كارتين مصاص دماء دوسلدورف الذي قام بجرائمه في سنوات العشرينيات ، بالرغم من نفي لانج هذا الأمر ، يقول «في ذلك الوقت قررت أن أختار موضوع إم حيث كان هناك الكثير من السفاحين يرهبون ألمانيا هارمان، غروسمان، كورتن، دنكه.» في مقابلة مع المؤرخ السينيمائي جيرو غاندرت (Gero Gandert) سنة  1963.

## وصلات خارجية
- الفيلم متوفر للتحميل المجاني على أرشيف الإنترنت
- مقالات تستعمل روابط فنية بلا صلة مع ويكي بيانات
- M على موقع أول موفي.
- "M": an interpretation
- Criterion Collection essay by Stanley Kauffmann
- M Photographs and literature
- Peter Lorre and "M"